# Conseil de la région de Cootamundra-Gundagai
Le conseil de la région de Cootamundra-Gundagai (en anglais : Cootamundra–Gundagai Regional Council) est une zone d'administration locale située dans l'État de Nouvelle-Galles du Sud en Australie.

## Géographie
La zone s'étend sur 3 981 km2 à la charnière des régions de la Riverina et des South West Slopes, dans le sud de la Nouvelle-Galles du Sud.
Elle comprend les deux villes de Cootamundra et Gundagai, ainsi que les localités de Brawlin, Coolac, Frampton, Muttama, Nangus, Stockinbingal, Tumblong et Wallendbeen.

## Histoire
Le 12 mai 2016, le gouvernement de Nouvelle-Galles du Sud décide de fusionner les comtés de Cootamundra et de Gundagai pour former le conseil de Gundagai. Il est rebaptisé conseil de la région de Cootamundra-Gundagai le 7 septembre suivant.
En juillet 2021, à la suite d'une requête du conseil demandant la défusion, le gouvernement de Nouvelle-Galles du Sud rejette la demande de reconstitution des anciennes zones d'administration locale.

## Démographie
En 2016, la population s'élevait à 11 141 habitants.

## Politique et administration
Le conseil comprend neuf membres élus pour quatre ans, qui à leur tour élisent le maire pour deux ans. À la suite des élections du 4 décembre 2021, le conseil est formé de neuf indépendants.

### Liste des maires
| Période         | Période         | Identité           | Étiquette   | Qualité         |
| --------------- | --------------- | ------------------ | ----------- | --------------- |
| 12 mai 2016     | septembre 2017  | Christine Ferguson |             | Administratrice |
| septembre 2017  | 10 janvier 2022 | Abb McAlister      | Indépendant |                 |
| 10 janvier 2022 | en fonction     | Charlie Sheahan    | Indépendant |                 |